# Mary J. L. Black
Pour les articles homonymes, voir Black.
Mary Johanna Louisa Black (1879-1939), ou Mary JL Black comme on l'appelle souvent, est une bibliothécaire et suffragiste canadienne. Black est présidente de l' Ontario Library Association de 1917 à 1918 et membre de l' American Library Association.

## Biographie
Mary Johanna Louisa Black naît le 1er avril 1879 à Uxbridge, en Ontario, elle est la seule fille des cinq enfants de  Fergus Black et Georgina Elizabeth Macdonald. En septembre 1907, plusieurs années après la mort de sa mère, Mary et son père déménage à Fort William, en Ontario, pour vivre avec le frère de Mary, Davidson William.

## Carrière
Malgré son peu d'éducation formelle, Black est nommée bibliothécaire en chef de la bibliothèque publique de Fort William en 1909. Elle est la première bibliothécaire dans cette ville  . Lorsque Black commence à travailler à la bibliothèque qui occupe une seule pièce au sous-sol de l'hôtel de ville. En 1912, grâce au financement de la famille Carnegie, la bibliothèque publique de Fort William ouvre une bibliothèque, rebaptisée depuis la Brodie Resource Library. Dans le cadre de son travail de bibliothécaire en chef, Black organise les premières collections de bibliothèques mobiles en Ontario et défend le droit des citoyens ruraux d'accéder aux bibliothèques publiques,.
En 1913, Black devient conseiller de l' Ontario Library Association. Black est ensuite présidente de l'Association des bibliothèques de l'Ontario de 1917 à 1918. Elle est la première femme à être nommée à ce poste.
En 1918, Black est élu conseiller scolaire. Elle est réélue au même poste en 1920. Black soutient Robert James Manion lorsqu'il se présente aux élections fédérales en 1917 comme unioniste et en 1921 comme conservateur.
Black est membre de l' American Library Association, qui, à l'époque, représente les bibliothèques canadiennes et américaines. Elle y occupe plusieurs postes, notamment celui de membre du conseil d'extension, de présidente de la table ronde des petites bibliothèques et de présidente de la section des prêts . De 1918 à 1932, Black participe activement à la Thunder Bay Historical Society. Elle s'implique notamment à titre de secrétaire-trésorière et à la tenue des archives. Black est présidente de la société de 1928 à 1932.
Black, John Ridington et George H. Locke sont embauchés par la société Carnegie pour former une commission d'enquête sur les conditions des bibliothèques publiques canadiennes. Black fait une tournée au Canada avec ses collègues commissaires, à partir de 1930, pour enquêter sur les bibliothèques à travers le pays. La commission se termine en 1933 avec la publication de Libraries in Canada: A Study of Library Conditions and Needs
,,.
Black, avec le Dr Clara Todson et Anne J. Barrie, codirige le mouvement pour le suffrage et la réforme des femmes dans les villes jumelles de Port Arthur et de Fort William, qui fusionne ensuite fusionné Thunder Bay. De 1916 à 1918, Black est présidente de la section de Fort William du Women's Canadian Club qu'elle a également fondée. Black est également membre de la West Algoma Equal Suffrage Association et du Women's Business Club, dont elle est la présidente en 1921. Black est également commissaire de district pour les Girl Guides of Canada.
Black est contrainte de se retirer de la bibliothèque de Fort William au printemps 1937 en raison d'une maladie,.

## Mort et héritage
En raison de sa mauvaise santé, à la fin de 1938, Black déménage à Vancouver, en Colombie-Britannique, pour rester avec son frère, Norman F. Black. Elle décède à Vancouver le 4 janvier 1939.
En 1938, une succursale de la bibliothèque publique de Thunder Bay en Ontario, devient la bibliothèque Mary JL Black,. La bibliothèque Mary JL Black est rénovée en 2010 avec un coût estimé à environ quatre millions de dollars. En 2018, l'Association des bibliothèques de l'Ontario reconnaît à titre posthume les réalisations de Black avec une plaque à la bibliothèque publique de Thunder Bay.